# El fetillat
El fetillat (The Haunted Man and the Ghost's Bargain), també conegut L'embruixat i El posseït, és un relat de Charles Dickens publicat el 1848, el cinqué i darrer dels de tema nadalenc. El conte tracta més sobre l'esperit del Nadal que sobre el mateix Nadal, la qual cosa recorda el primer llibre de la sèrie, Conte de Nadal. El relat ens explica les aventures del professor Redlaw i els que l'envolten.

## Argument

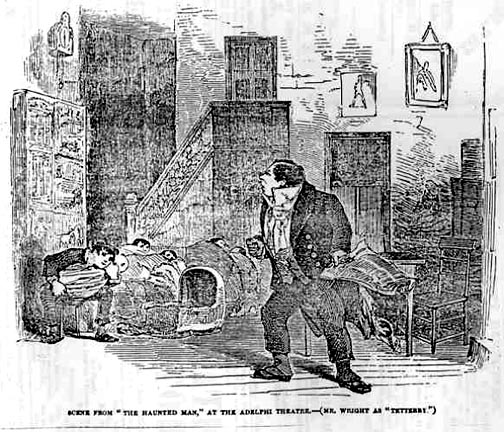
Escena de la representació d'El fetillat al teatre Adelphi, apareguda en lIllustrated London Newsel, al 1848

El Sr. Redlaw és un professor de química solitari i pessimista, a qui agrada rumiar el dany que li fan i les tribulacions que ha sofert.
Una nit s'apareix a Redlaw un esperit que en realitat és el seu bessó fantasmal, d'«una espantosa semblança (…) amb les seues característiques, i els seus ulls lluents, i el cabell canós, vestit amb l'ombra plúmbia de la seua roba...». Aquest espectre li fa una proposta: li permetrà «oblidar el dolor, el dany i els problemes que ha conegut (…) cancel·lar-ne el record». El professor en acabant hi accedeix.
Per això, Redlaw no recorda els incidents dolorosos del seu passat, però experimenta una ràbia general que no pot explicar. La seua amargor s'estén al seu servent Swidgers, a la família Tetterby i al seu estudiant. Tots se senten tan furiosos com el mateix Redlaw. L'única que aconsegueix mantenir-se tranquil·la és Milly, l'esposa de Swidgers.
El relat acaba amb la tornada a la normalitat, i Redlaw, com Ebenezer Scrooge, esdevé un home nou, més amable i compassiu. D'acord amb el seu nou tarannà, aprén a ser humil per Nadal.

## Teatre
El 1862, John Henry Pepper feu la primera representació pública de la tècnica coneguda com a fantasma de Pepper en l'adaptació d'aquest relat al teatre, a la Universitat de Westminster. L'obra tingué bona acollida, tot i que només fora per la capacitat del nou aparell per projectar un fantasma de manera que semblara interactuar amb els actors sobre l'escenari.